# Lomography

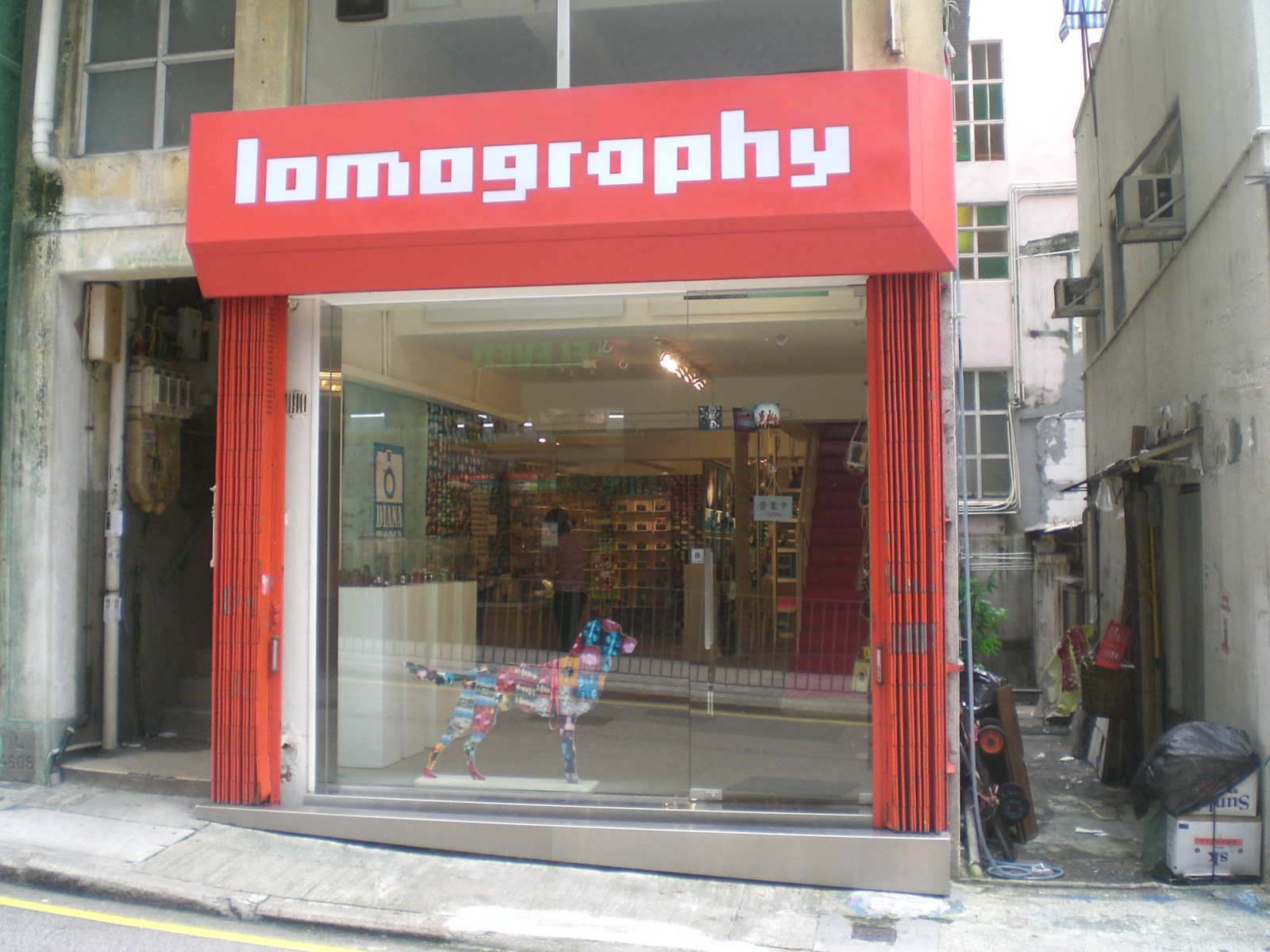
Lomography Store in Hongkong

Lomography ist ein eingetragenes Markenzeichen der Lomographischen AG mit Sitz in Wien. Die unter diesem Markennamen vertriebenen Kameras und Filme werden allgemein mit der fotografischen Technik der Lomografie assoziiert.
Der Name entstand aus der englischen Übersetzung des deutschen Kofferwortes Lomografie, welches sich aus dem Namen der russischen Kleinbildkamera Lomo LC-A und dem Begriff Fotografie zusammensetzt.

## Geschichte

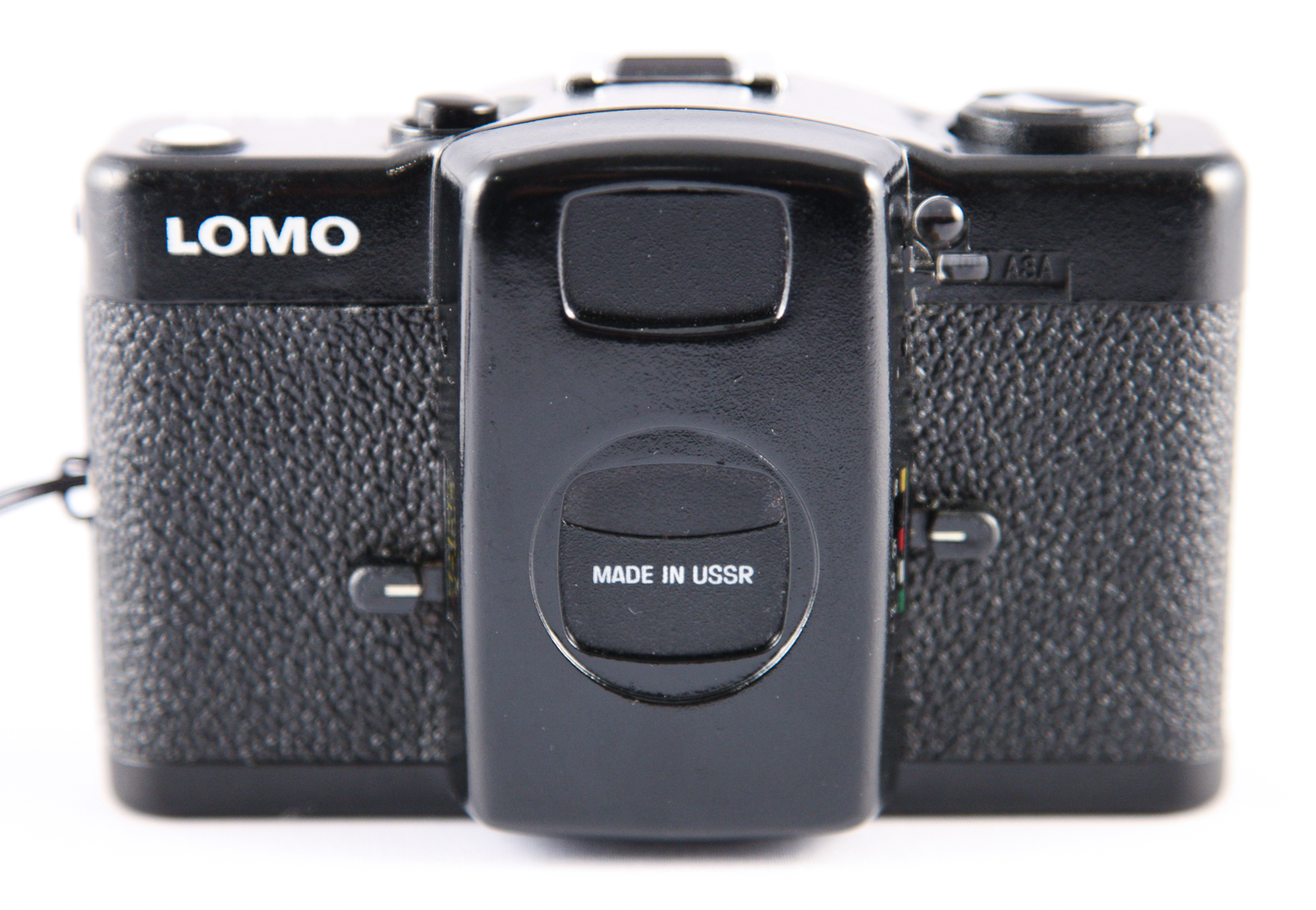
Lomo LC-A aus sowjetischer Produktion

1991 entdeckte eine Gruppe Wiener Studenten auf einer Reise nach Prag ein Modell der russischen Kompaktkamera Lomo LC-A. Nachdem die aus der Hüfte geschossenen Schnappschüsse in Kombination mit den teilweise unscharfen Objektiven immer mehr Anhänger fanden und die Studenten auch immer mehr potenzielle Abnehmer für die LC-A fanden, gründeten sie 1992 die Lomographic Society International (LSI). Von der Wiener Stadtverwaltung wurde ihnen Ende 1992 ein Gebäude im 7. Wiener Gemeindebezirk zur Verfügung gestellt, wo erste Ausstellungen stattfanden und von wo aus auch die LC-A Kameras vertrieben wurden.
1994 ging die erste Version von lomo.com online, einer Website zur Vernetzung von Lomografie-Anhängern weltweit. 1997 wurde diese Seite in lomography.com umbenannt und um einen Shop sowie eine Community erweitert, welche den Austausch von Bildern und anderen Projekten ermöglichte. 2015 erfuhr die Seite ein Remake, welches es den Mitgliedern erleichterte die mehr als 12 Millionen Fotos und 50.000 Magazinartikel leichter zu durchstöbern.
1998 brachte man unter dem Markennamen Lomography die erste eigene Kamera, die Actionsampler, auf den Markt. 2001 eröffnete in Wien der erste Lomography Store, in dem man Filme, Kameras und Zubehör kaufen konnte. Die nächsten Jahre waren geprägt von immer neuen Modellen und Filmen. Außerdem wurden in anderen Städten Lomography Stores eröffnet. 2012 feierte die Lomographic Society International ihr 20-jähriges Bestehen. Außerdem wurde unter dem Namen Lomography ein eigener Pocketfilm vorgestellt, nachdem alle anderen Hersteller die Produktion in 2009 eingestellt hatten.

## Kameras
Kameras von Lomography zeichnen sich meist durch ihren experimentellen Charakter, aber teilweise auch durch ihre billige Verarbeitung aus. So gibt es Kameras mit neun Linsen oder Kameras die auch die Perforation des Films belichten. Weiters gibt es für viele Modelle eine Fülle an Zubehör, wie Linsen, Blitze oder Unterwassergehäuse. Diese werden hier allerdings nicht alle aufgelistet.
| Modell                  | Format                      | Brennweite                                     | Blendenöffnung                                                          | Verschlusszeit                                                                                    | Abbildung | Anmerkung |
| ----------------------- | --------------------------- | ---------------------------------------------- | ----------------------------------------------------------------------- | ------------------------------------------------------------------------------------------------- | --------- | --- |
| Diana F+                | Mittelformat                | 75 mm                                          | f/8, f/11 oder f/16                                                     | 1/60, Bulb                                                                                        |           | Basiert auf der Diana von Great Wall Plastics Factory aus den 1960er Jahren                                                         |
| Diana F+ Instant Camera | Fujifilm Instax Mini        | 75 mm                                          | f/8, f/11 oder f/16                                                     | 1/60, Bulb                                                                                        |           | Sofortbildrückwand kann gegen eine normale Rückwand für Mittelformat oder eine Rückwand für Kleinbildfilm getauscht werden          |
| Diana Mini              | Kleinbildfilm               | 24 mm                                          | f/8 oder f/11                                                           | 1/60, Bulb                                                                                        |           | |
| Diana Baby              | Pocketfilm                  | N/A                                            | f/8                                                                     | 1/100, Bulb                                                                                       |           | 24-mm-Normalobjektiv und 12-mm-Weitwinkelobjektiv erhältlich                                                                        |
| Diana Instant Square    | Fujifilm Instax Square      | 75 mm (38 mm KB-Äquivalent)                    | f/11 (bewölkt), f/19 (teilweise sonnig), f/32 (sonnig), f/150 (Pinhole) | 1/100, Bulb                                                                                       |           | Fisheye-, Tele- und Weitwinkel-Objektiv sowie zahlreiche Adapter erhältlich                                                         |
| Lomo 'Instant           | Fujifilm Instax Mini        | 27 mm                                          | f/8, f/11, f/16, f/22, f/32                                             | 1/125, Bulb                                                                                       |           | 35-mm-Normallinse, Fisheye und Nahlinse als Aufsatz erhältlich                                                                      |
| Lomo 'Instant Wide      | Fujifilm Instax Wide        | 35 mm                                          | f/8, f/22                                                               | 8 s-1/500 (Automatik), 1/30 (Studiomodus), Bulb                                                   |           | Weitwinkel- und Nahlinse als Aufsatz erhältlich                                                                                     |
| Lomo 'Instant Square    | Fujifilm Instax Square      | 95mm                                           | f/10, f/22                                                              | 8s - 1/250 (Automatik), Bulb bis 30 s                                                             |           | Nahlinse und Rückwand für Fujifilm Instax Mini als Zubehör erhältlich                                                               |
| LC-A 120                | Mittelformat                | 35 mm                                          | f/4.5 - f/16 (Automatik)                                                | max. 1/500 (Automatik)                                                                            |           | |
| Lomo LC-Wide            | Kleinbildfilm               | 17 mm                                          | f/4.5 - f/16 (Automatik)                                                | max. 1/500 (Automatik)                                                                            |           | Drei verschiedene Formate möglich: Vollformat (24 mm × 36 mm), Quadratisch (24 mm × 24 mm), Halbformat (17 mm × 24 mm)              |
| Lomo LC-A+              | Kleinbildfilm               | 32 mm                                          | f/2.8 - f/16 (Automatik)                                                | max. 1/500 (Automatik)                                                                            |           | Einkerbungen an der Front erlauben das Aufsetzen von Zubehör wie etwa einer Weitwinkellinse.                                        |
| Lomo Lubitel 166+       | Mittelformat oder Kleinbild | 75 mm                                          | f/4.5 - f/22                                                            | 1/15 - 1/250, Bulb                                                                                |           | Basiert auf der Lubitel des russischen Herstellers Lomo                                                                             |
| Belair X 6-12           | Mittelformat                | 90-mm-Standard-, 58-mm-Superweitwinkelobjektiv | f/8, f/16                                                               | max. 1/125 (Automatik), Bulb                                                                      |           | Fotos in 6 cm × 6 cm, 6 cm × 9 cm oder 6 cm × 12 cm möglich, Rückwand für Fotos mit 35-mm-Film oder Fujifilm Instax Wide erhältlich |
| La Sardina              | Kleinbildfilm               | 22 mm                                          | f/8                                                                     | 1/100, Bulb                                                                                       |           | |
| Konstruktor F           | Kleinbildfilm               | N/A                                            | f/10                                                                    | 1/60, Bulb                                                                                        |           | Die Kamera wird als Plastikmodellbausatz geliefert                                                                                  |
| Sprocket Rocket         | Kleinbildfilm               | 30 mm                                          | f/10.8, f/16                                                            | 1/100, Bulb                                                                                       |           | Die Kamera erzeugt Panoramabilder, bei denen auch die Perforationslöcher des Films belichtet werden                                 |
| Fisheye One             | Kleinbildfilm               | 10 mm                                          | f/8                                                                     | 1/100, Bulb                                                                                       |           | |
| Fisheye No. 2           | Kleinbildfilm               | 10 mm                                          | f/8                                                                     | 1/100, Bulb                                                                                       |           | Verfügt über einen Blitzschuh und einen Sucher, der im Blitzschuh montiert wird.                                                    |
| Fisheye Baby 110        | Pocketfilm                  | 10 mm (KB-Äquivalent)                          | f/8                                                                     | 1/100, Bulb                                                                                       |           | |
| Spinner 360             | Kleinbildfilm               | N/A                                            | f/8, f/16                                                               | N/A                                                                                               |           | Die Kamera kann 360-Grad-Panoramaaufnahmen erzeugen.                                                                                |
| Supersampler            | Kleinbildfilm               | 4× 20 mm                                       | N/A                                                                     | Vier Fotos in 2 Sekunden (0,5 Sekunden/Foto) oder vier Fotos in 0,2 Sekunden (0,05 Sekunden/Foto) |           | Die Kamera macht nacheinander 4 nebeneinander liegende Fotos auf einem 24-mm-×-36-mm-Negativ                                        |
| ActionSampler           | Kleinbildfilm               | 4 Linsen                                       | f/8                                                                     | 1/100                                                                                             |           | Die Kamera macht nacheinander 4 Fotos auf einem 24-mm-×-36-mm-Negativ                                                               |
| Colorsplash             | Kleinbildfilm               | N/A                                            | f/8                                                                     | 1/125, Bulb                                                                                       |           | |
| Oktomat                 | Kleinbildfilm               | 8 Linsen                                       | f/8                                                                     | 1/100                                                                                             |           | Die Kamera fertigt nacheinander 8 kleine Bilder auf einem 24-mm-×-36-mm-Negativ an                                                  |
| Pop 9                   | Kleinbildfilm               | 9 Linsen                                       | f/11                                                                    | 1/100                                                                                             |           | Die Kamera bildet 9 gleiche Bilder auf einem 24-mm-×-36-mm-Negativ ab                                                               |

## Filme
Unter dem Markennamen Lomography bietet die Lomografische AG auch einige eigene Filme in den Formaten Kleinbild, Mittelformat und Pocketfilm an. Teilweise handelt es sich dabei um Emulsionen bekannter Hersteller die neu verpackt wurden, teilweise handelt es sich allerdings auch um Eigenentwicklungen.
| Bezeichnung                     | Format                           | Empfindlichkeit | Art             |
| ------------------------------- | -------------------------------- | --------------- | --------------- |
| Color Negative 100              | Mittelformat und Kleinbildformat | ISO 100         | Negativfilm     |
| Color Negative 400              | Mittelformat und Kleinbildformat | ISO 400         | Negativfilm     |
| Color Negativ 800               | Mittelformat und Kleinbildformat | ISO 800         | Negativfilm     |
| Earl Grey B&W                   | Mittelformat und Kleinbildformat | ISO 100         | Schwarzweißfilm |
| Lady Grey B&W                   | Mittelformat und Kleinbildformat | ISO 400         | Schwarzweißfilm |
| XPro Slide                      | Mittelformat und Kleinbildformat | ISO 200         | Diapositivfilm  |
| Redscale XR50-200               | Mittelformat und Kleinbildformat | ISO 50-200      | Redscale        |
| LomoChrome Turquoise XR 100-400 | Mittelformat und Kleinbildformat | ISO 100-400     | Farbnegativfilm |
| LomoChrome Purple XR 100-400    | Mittelformat und Kleinbildformat | ISO 100-400     | Farbnegativfilm |
| Color Tiger                     | Pocketfilm                       | ISO 200         | Negativfilm     |
| Peacock X-Pro                   | Pocketfilm                       | ISO 200         | Diapositivfilm  |
| Lobster Redscale                | Pocketfilm                       | ISO 200         | Redscale        |
| Purple                          | Pocketfilm                       | ISO 100-400     | Negativfilm     |
| Metropolis                      | Pocketfilm                       | ISO 100-400     | Negativfilm     |
| B&W Orca                        | Pocketfilm                       | ISO 100         | Schwarzweißfilm |
| Purple 16mm                     | 16-mm-Film                       | ISO 100-400     | Negativfilm     |

## Objektive
Neben Kameras und Filmen werden unter dem Namen Lomography mittlerweile auch Objektive vertrieben. Hierbei handelt es sich in vielen Fällen um Adaptionen alter Objektive für neue Kameramodelle.

### Neues Petzval 85 Art Objektiv

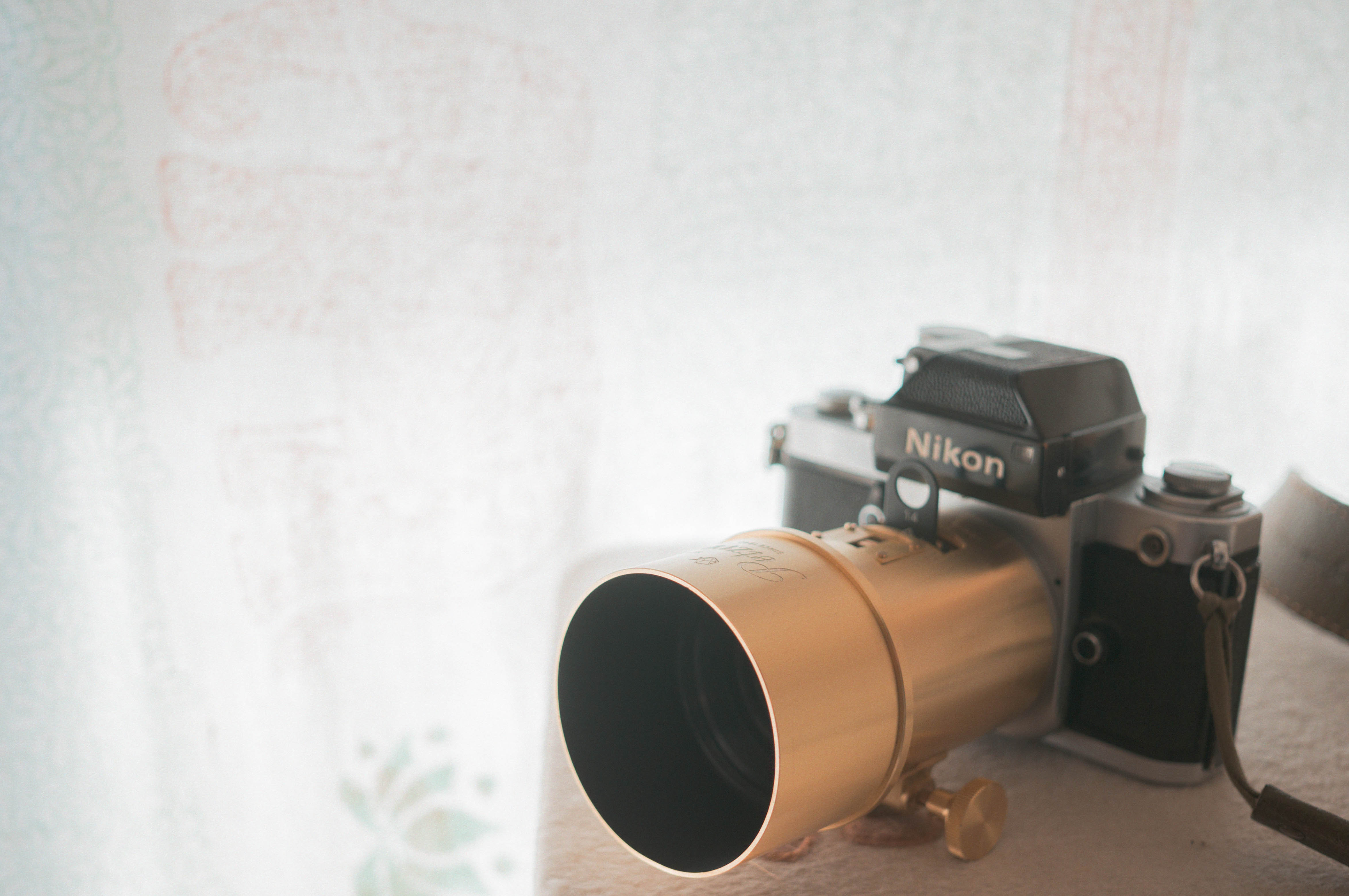
Ein Neues Petzval 85 Art Objektiv an einer Nikon F2

Das Neue Petzval 85 Art Objektiv ist eine neuartige Interpretation des ersten Porträtobjektivs der Fotografiegeschichte, dem Petzvalobjektiv aus 1840. Nach einer erfolgreichen Crowdfunding-Kampagne auf der Plattform Kickstarter im Jahr 2013 erschien das Objektiv mit einer Brennweite von 85 mm für das Canon EF- und für das Nikon F-Bajonett. Es verfügt weder über Autofokus noch über elektronische Kontakte. Die Blendenzahl kann nicht wie bei einem modernen Objektiv mit einem Blendenring oder elektronisch gesteuert werden, sondern muss über Steckblenden geregelt werden, die in das Objektiv eingeschoben werden. Erhältlich sind Blenden mit f/2.2, f/4, f/5.6, f/8, f/11 und f/16. Gefertigt wird das Objektiv von Zenit in Russland.

### Neues Petzval 58 Bokeh Control Art Objektiv
Das Neue Petzval 58 Bokeh Control Art Objektiv basiert ebenso wie das Petzval 85 Art Objektiv auf dem Design des Petzvalobjektivs. Es unterscheidet sich allerdings durch die geringere Brennweite von 58 mm und durch die größere Blende (maximal f/1.9 im Gegensatz zu f/2.2 beim Petzval 85 Objektiv). Außerdem bietet es die Möglichkeit das Bokeh mittels eines Reglers am Objektiv verschieden stark ausfallen zu lassen. Das Objektiv wurde wieder über eine Crowdfunding-Kampagne auf der Plattform Kickstarter finanziert und erreichte dort sein Finanzierungsziel von 100.000 US-$ binnen drei Stunden. Es erscheint ab Mai 2016 für Kameras mit Nikon F- und Canon EF-Bajonett.

### Lomo LC-A MINITAR-1 Art Lens 2.8/32 M
Das Lomo LC-A MINITAR-1 Art ist ein Objektiv, welches von Lomography in Anlehnung an das in der Lomo LC-A fix-verbaute Objektiv vertrieben wird. Die Fokussierung des Objektivs erfolgt in der gleichen Weise wie bei der Lomo LC-A: Mithilfe eines Zonenfokus (Vier Stufen: 0,8 m, 1,5 m, 3 m und unendlich). Das Objektiv ist ausschließlich für das M-Bajonett von Leica erhältlich, es kann allerdings mit Adaptern auch an Kameras mit anderen Objektivanschlüssen verwendet werden.

### Neues Russar+
Das Neue Russar+ basiert auf dem 1958 erstmals vorgestellten Russar MR-2 Superweitwinkel-Objektiv. Es handelt sich bei dem Russar+ um ein 20 mm f/5.6 Objektiv. Erhältlich ist es für das M-Bajonett ebenso wie für den M39 Objektivanschluss. Mit dem entsprechenden Adapter kann es allerdings auch an anderen Kameras betrieben werden.